# Мала Цикава
Мала Цикава (словен. Mala Cikava) — поселення в общині Ново Место, регіон Південно-Східна Словенія, Словенія.